# Contrição
Contrição é o arrependimento sincero e completo dos pecados cometidos, em que a pessoa, por amor a Deus, passa a odiar seus próprios pecados, estando disposta a nunca mais cometê-los. Diz-se da pessoa arrependida que ela está contrita. No culto cristão, a contrição é um ato que envolve, pelo menos, três elementos: o convite à contrição, a oração de confissão e a absolvição. Estes elementos são também conhecidos como ritos penitenciais.

## Bíblia
Um conceito central em grande parte do cristianismo, a contrição é considerada o primeiro passo, por meio de Cristo, em direção à reconciliação com Deus. Consiste no arrependimento de todos os pecados, no desejo de Deus sobre o pecado e na fé na redenção de Cristo na cruz e em sua suficiência para a salvação (ver regeneração e ordo salutis). É amplamente referido em toda a Bíblia.

## Concílio de Trento
De acordo com o Concílio de Trento no capítulo IV, expressa que o ato de contrição é como "intensa dor e repulsa pelo pecado cometido, com o propósito de não pecar de agora em diante... em todos os tempos este movimento de Contrição foi necessário, para alcançar o perdão dos pecados." Segundo Martinho Lutero, a Contrição inspirada pelo medo do castigo no inferno tornava o cristão um hipócrita, um pecador. Os contricionistas, Alexandre de Hales (1186-1245) , Miguel Bayo (1513- 1570) e mais tarde os autores jansenistas.

## Divisão de contrição
A teologia divide a contrição em perfeita (“contritio caritate”) e imperfeita (“contritio late dicta”), também chamada de atrição:
Quando brota do amor de Deus amado sobre todas as coisas, a contrição é chamada de "contrição perfeita" (contrição da caridade). Tal contrição perdoa as faltas veniais; Obtém também o perdão dos pecados mortais, se compreender a firme resolução de recorrer quanto antes à confissão sacramental. A chamada contrição "imperfeita" (ou "atrito") é também um dom de Deus, um impulso do Espírito Santo. Surge da consideração da feiura do pecado ou do medo da condenação eterna e das outras penas com as quais o pecador é ameaçado. Tal comoção de consciência pode ser o início de uma evolução interior que culmina, sob a ação da graça, na absolvição sacramental. Porém, por si só a contrição imperfeita não alcança o perdão dos pecados graves,

Catecismo da Igreja Católica, 1452, 1453
A contrição perfeita perdoa os pecados veniais e mortais. É motivado pelo amor a Deus, em atitude de tristeza gerada nas faculdades superiores, inteligência e vontade, ante a ofensa feita a Deus, o Ser Supremo.

## Contrição na teologia atual
Segundo a teologia e a Igreja, a contrição é o primeiro e mais importante ato de arrependimento. O ato de contrição seria um retorno ao Pai como o Filho pródigo, pois "desta contrição do coração depende a verdade da penitência".
A teologia estuda o ato de contrição de duas formas, a rejeição do pecado e a reorientação da própria vida para Deus, implicando a adesão à salvação dada por Cristo e vivida pela Igreja.